# Abbazia di Hohenbourg

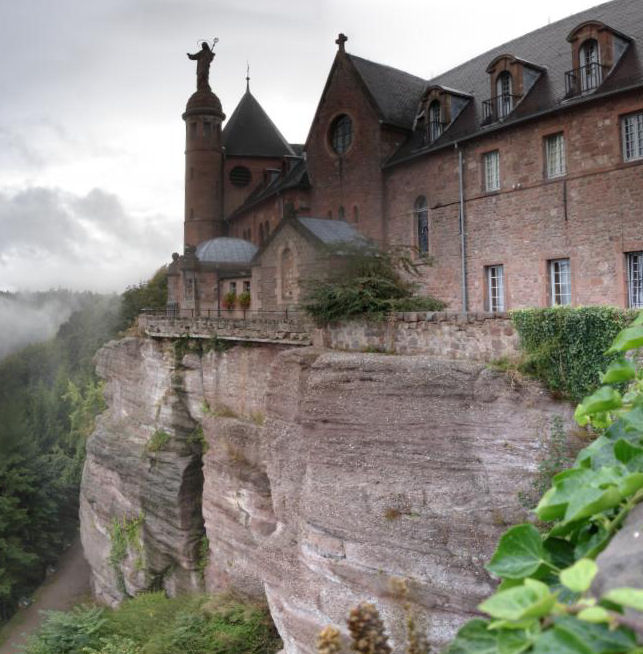
Veduta laterale

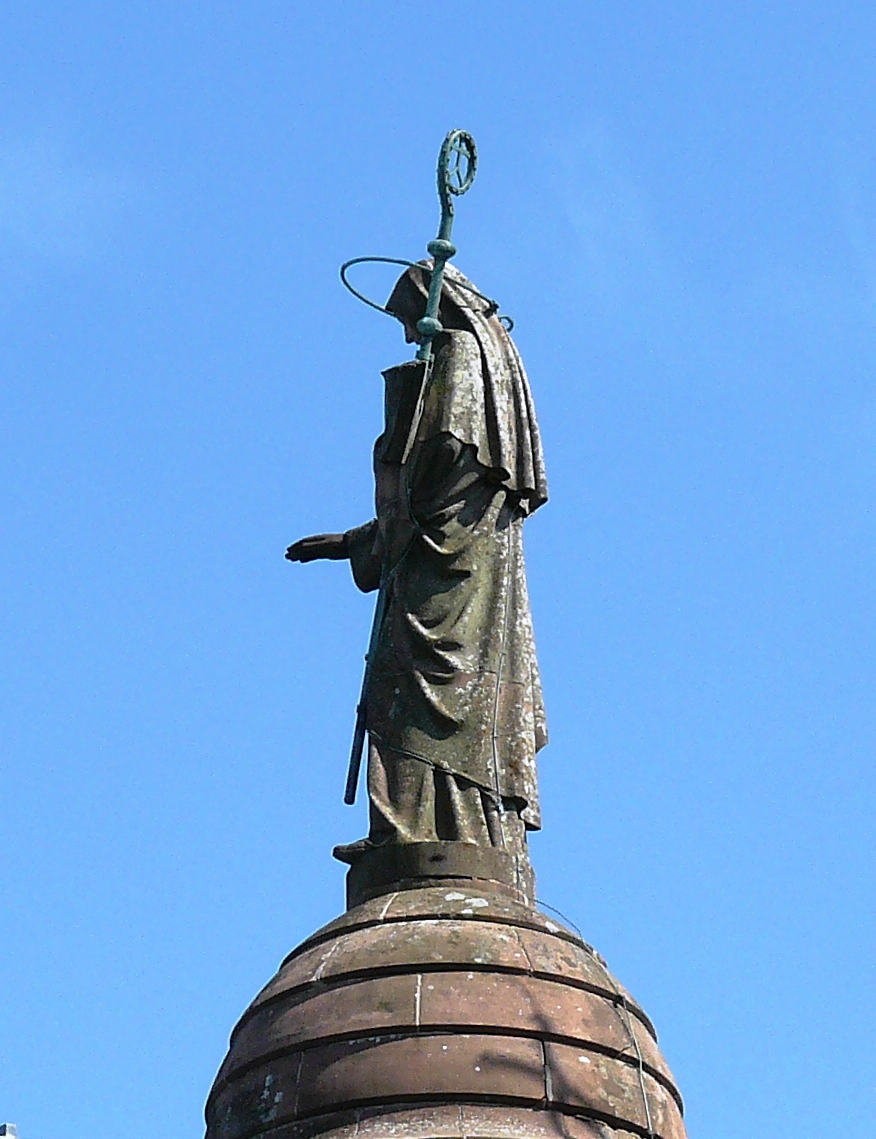
Statua di Santa Ottilia sul tetto del convento orientata verso la pianura d'Alsazia.

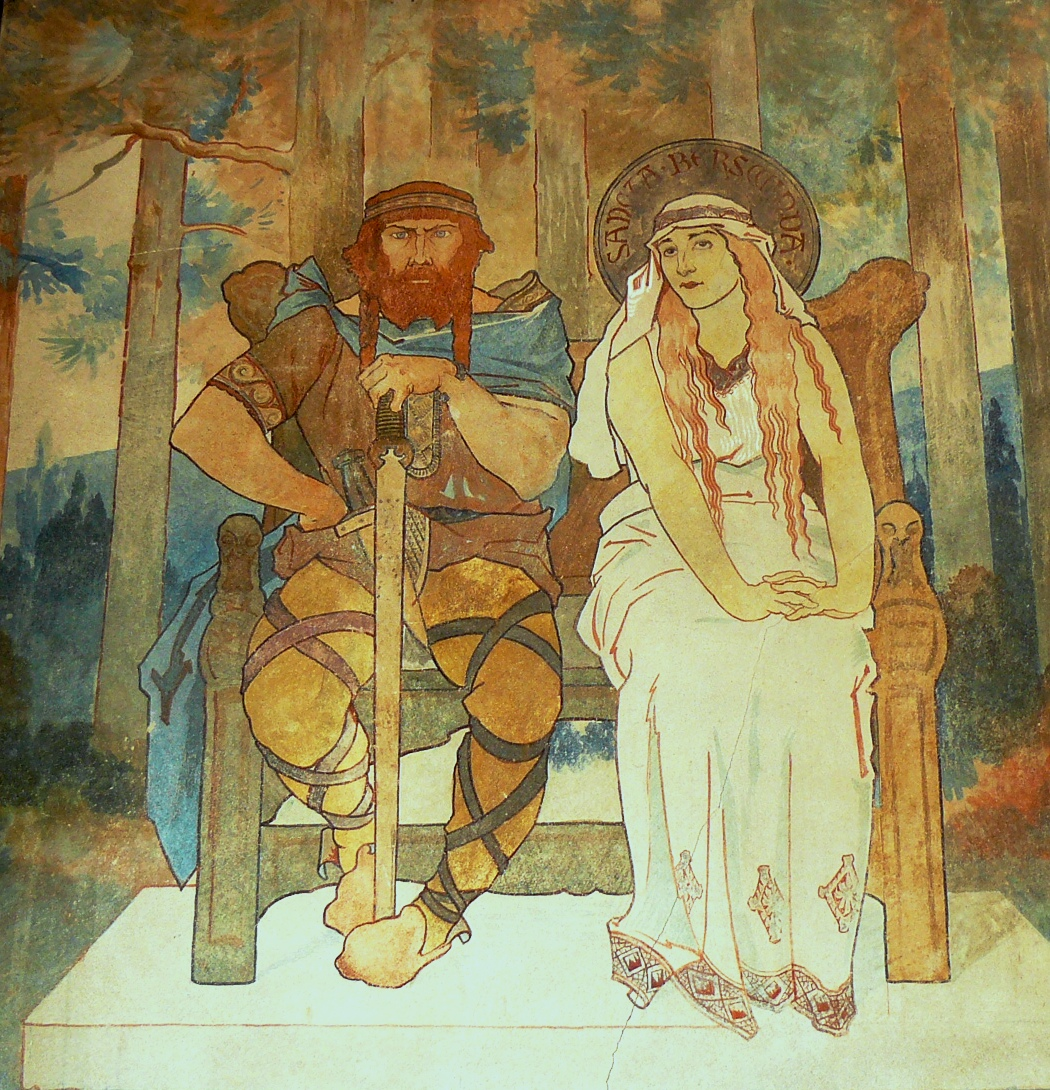
Aldarico e Bereswinde, genitori di santa Ottilia. Affresco di Charles Spindler (1865-1938) esposto all'entrata del monte Santa-Ottilia, di fianco al chiosco.

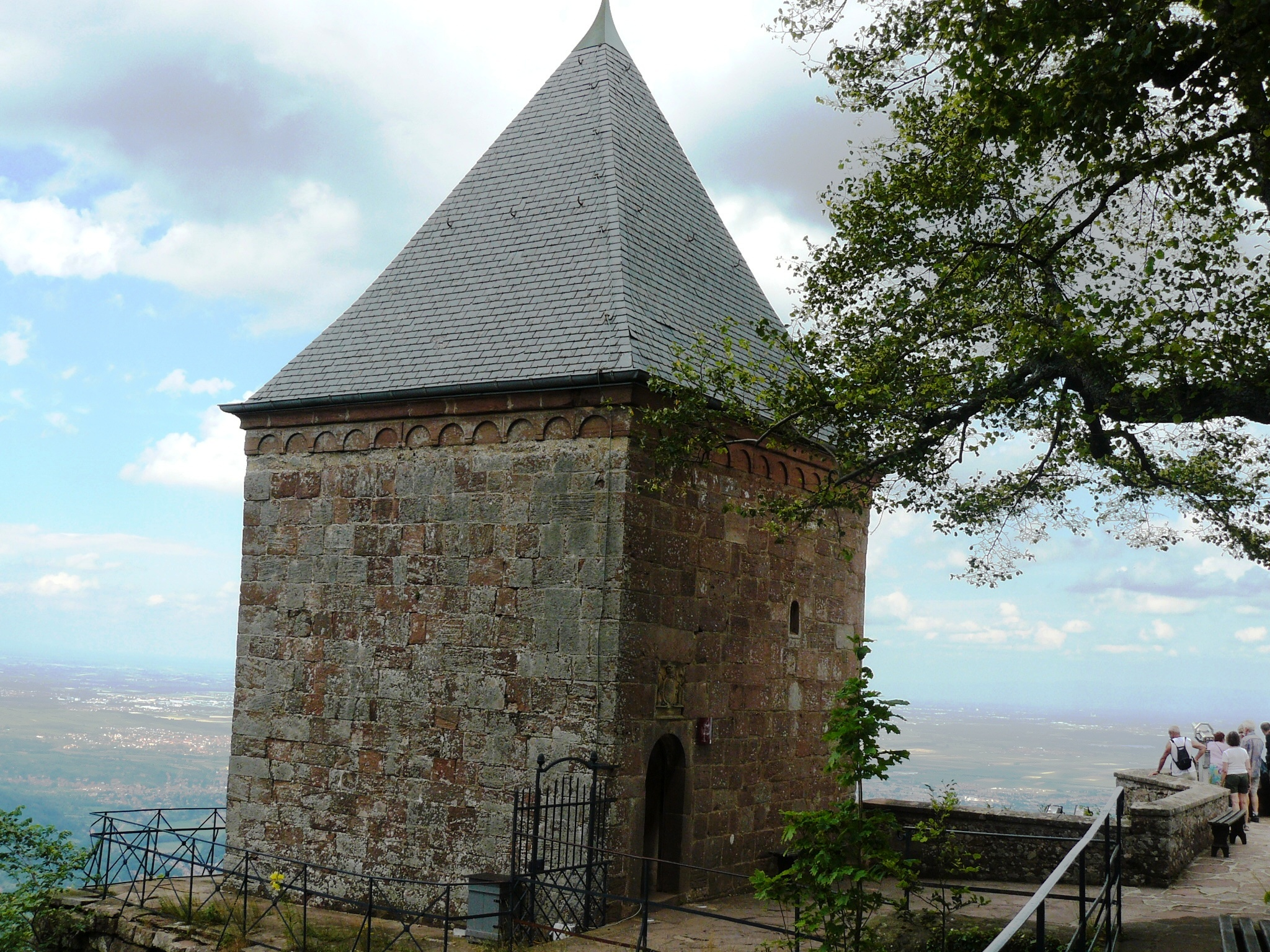
Cappella degli Angeli installata su una roccia sporgente.

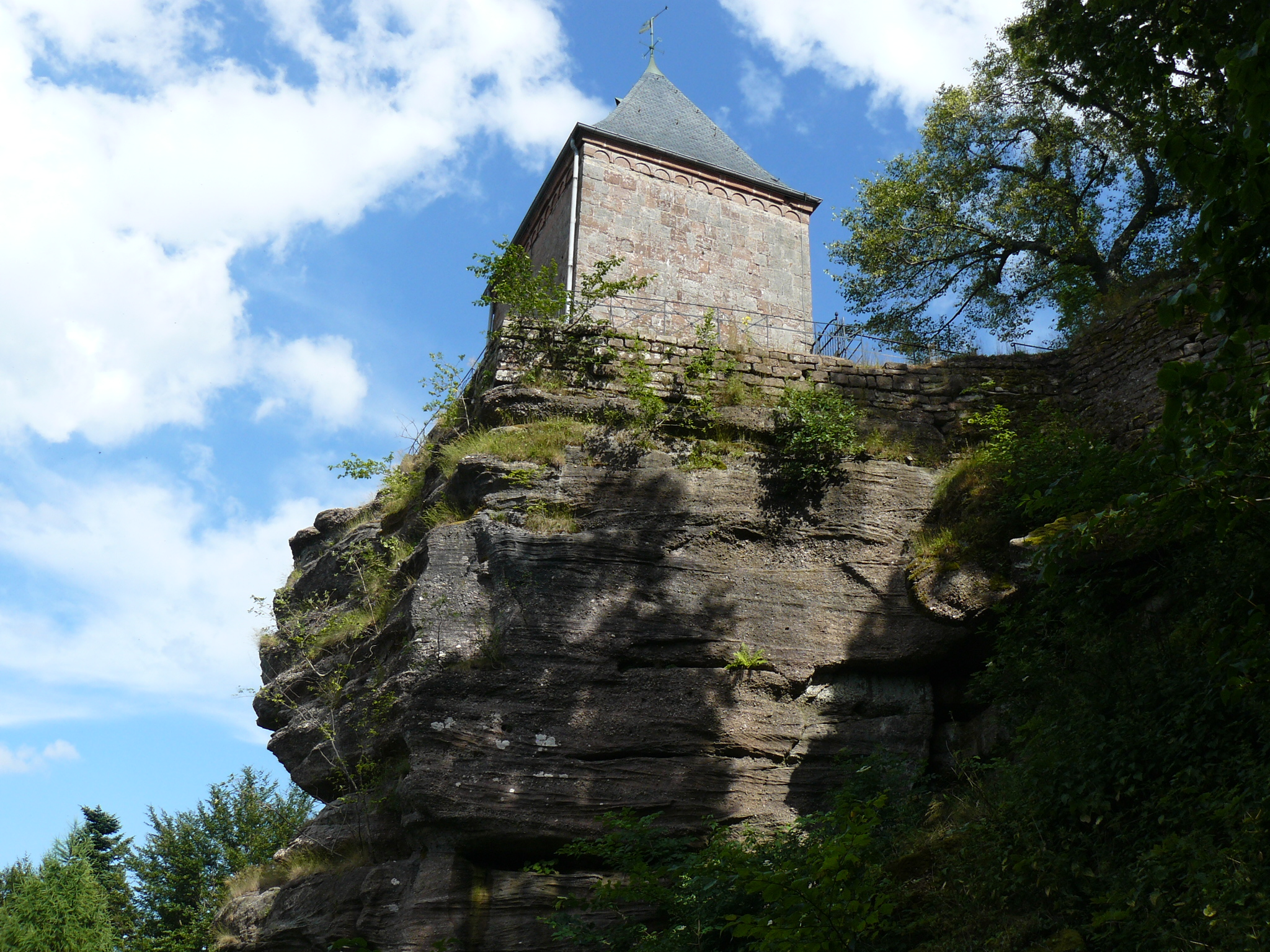
La cappella degli Angeli al limite di un piano roccioso

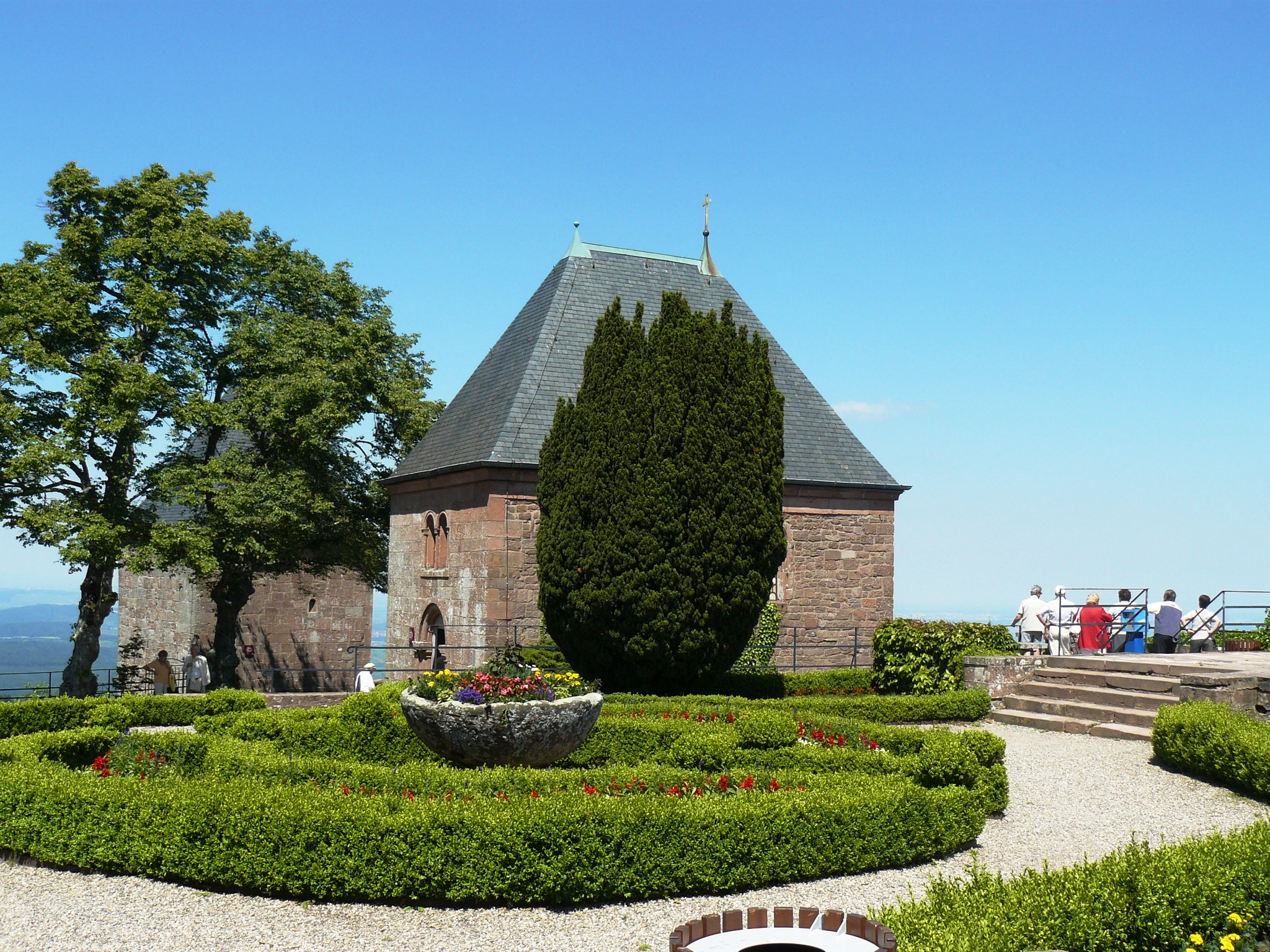
Cappella delle lacrime sul monte Sainte-Odile.

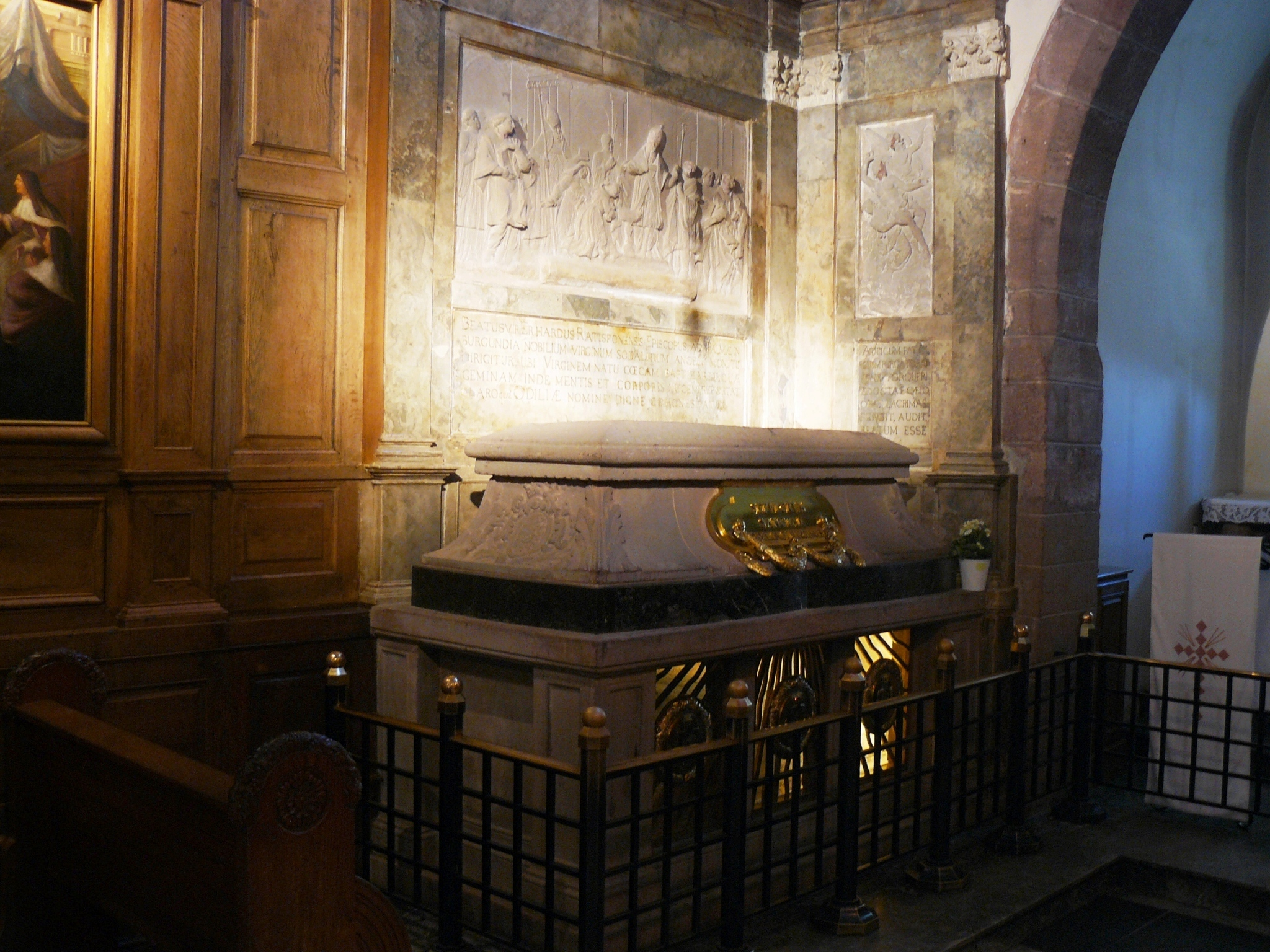
Tomba di Santa Ottilia.

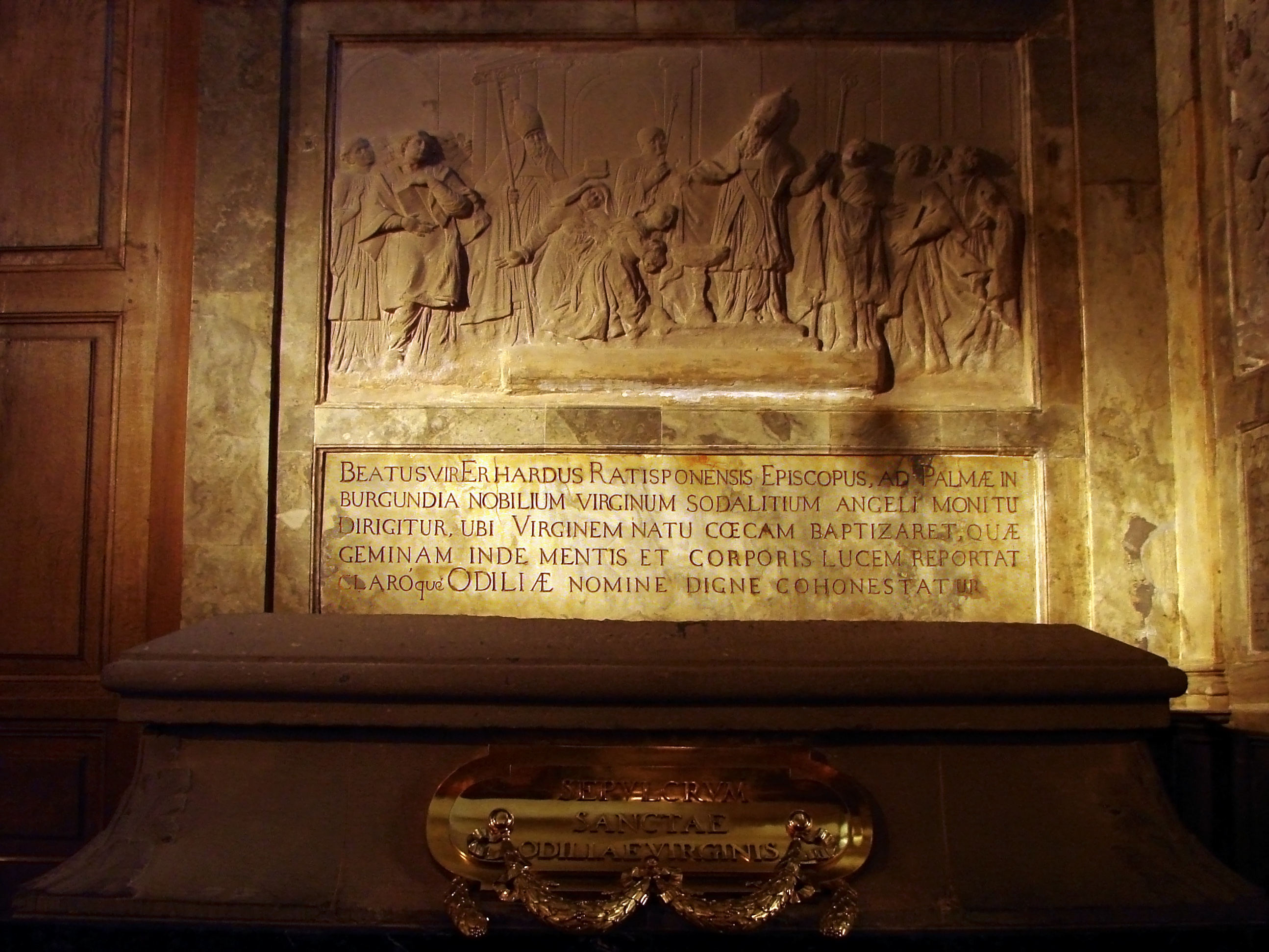
Bassorilievo della vita di santa Ottilia (1696)

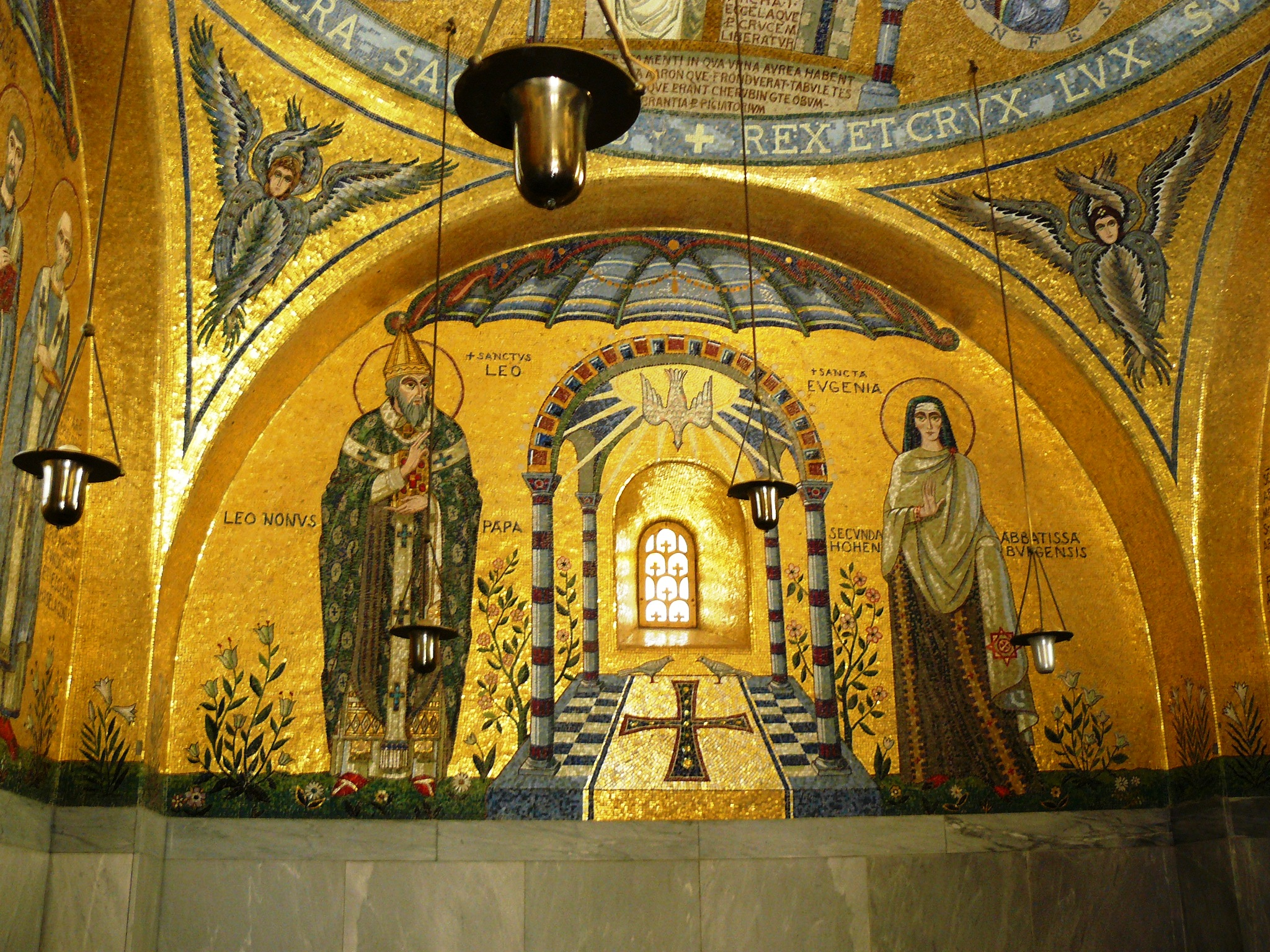
Mosaici situati nella cappella delle lacrime. Numerosi santi alsaziani sono rappresentati sui muri, in particolare san Leone, a sinistra dell'altare, e santa Eugenia s destra.

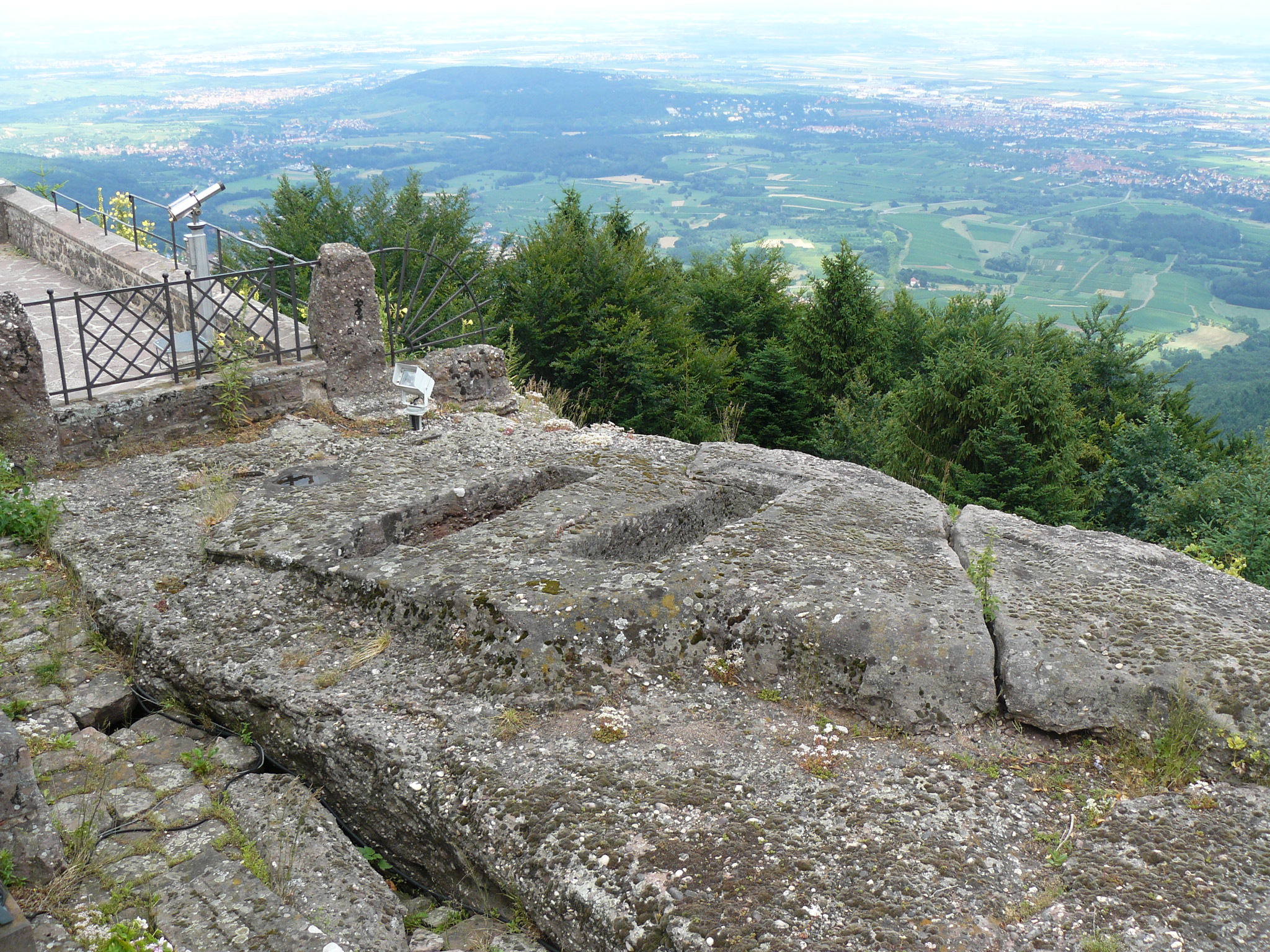
Antiche tombe scavate nella roccia a fianco della Cappella delle Lacrime, di fronte alla pianura

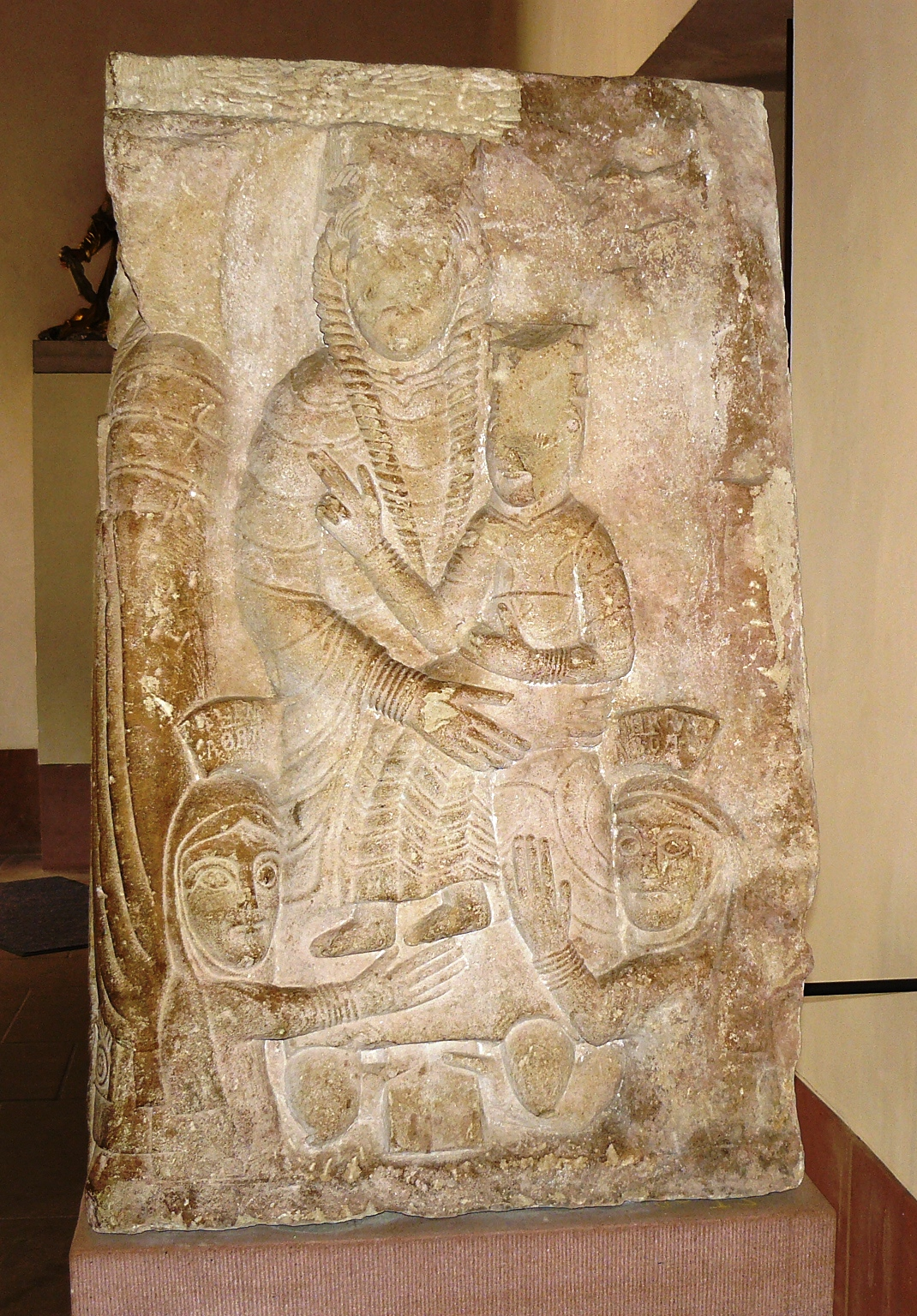
Su una delle facce della stele del XII secolo la Vergine e Gesù Bambino (le cui teste sono state martellate nel 1793 dai rivoluzionari) e ai piedi le badesse Herrad di Landsberg e Relinde.

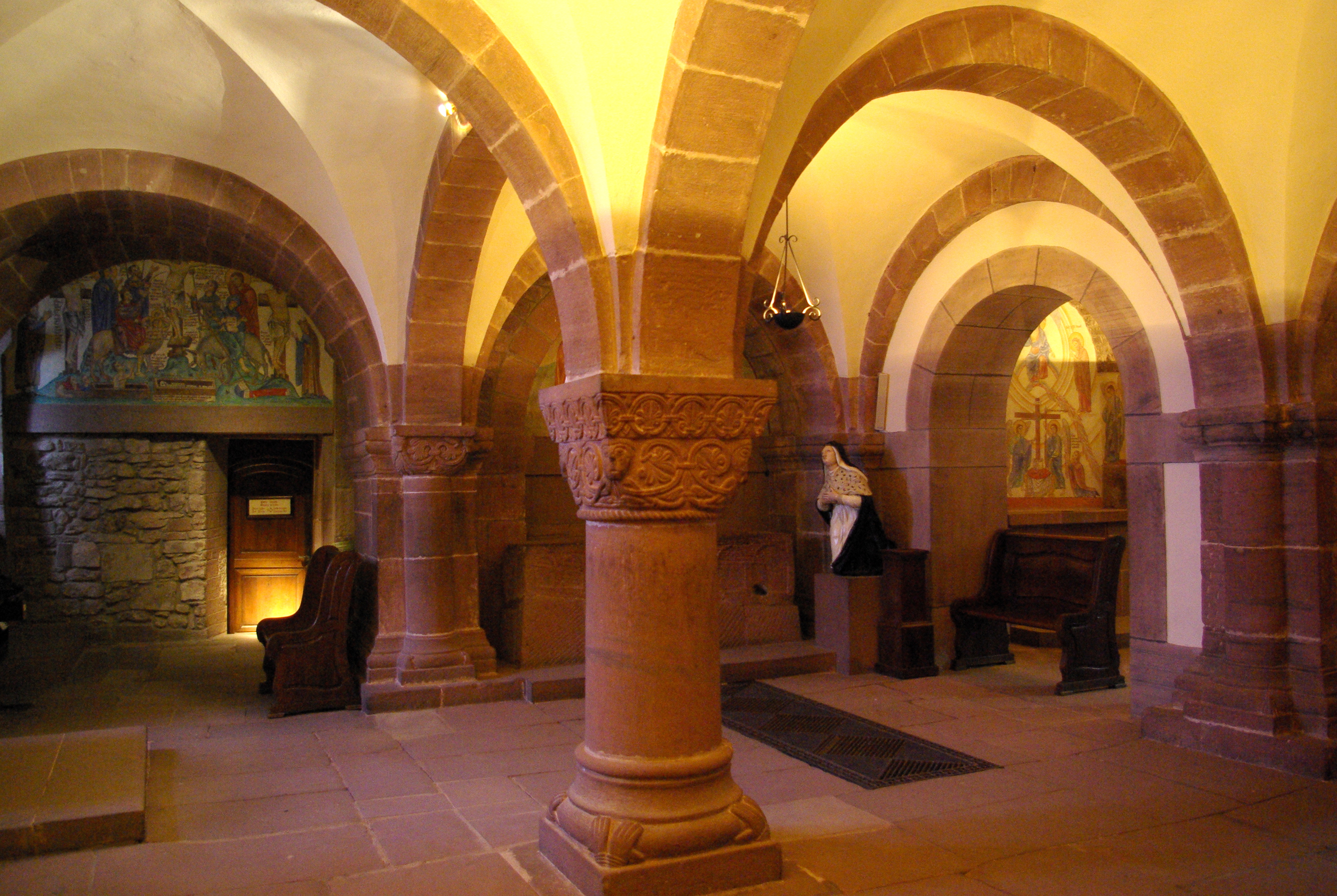
La cappella della Croce con i suoi pilastri romanici

L'abbazia di Hohenbourg (Altitona o Altodunum nell'antica denominazione celtica) si trova in cima al Mont Sainte-Odile, ad un'altezza di 763 metri s.l.m. nel territorio comunale di Ottrott, in Alsazia, dipartimento del Basso Reno. 

## Storia
L'abbazia fu fondata nel 680 da santa Ottilia grazie alla donazione del padre Eticone, duca d'Alsazia, il quale le cedette il castello ove aveva abitato con la famiglia. Tra gli anni 680 e 690 si fecero i lavori necessari per adeguare la casa di Hohenbourg alla sua nuova destinazione. Il duca approvò tutte le spese e presiedeva spesso lui stesso al lavoro. Quando gli edifici furono finiti, Ottilia ne prese possesso, alla testa di una comunità di centotrenta religiose appartenenti alla nobiltà renana. Il suo territorio sul monte fu delimitato da un'antica costruzione in pietra detta "muro dei pagani". Eticone d'Alsazia poi donò all'abbazia di Hohenbourg parecchi dei suoi territori situati nell'Alta Alsazia, così come le decime di un gran numero di villaggi della Bassa Alsazia e della Brisgovia. Dopo la morte di Ottilia l'abbazia divenne meta di pellegrinaggi.
Grazie a un privilegio di Carlomagno, rinnovato da Ludovico il Pio, l'abbazia di Hohenbourg ebbe la protezione imperiale. 
Verso gli anni 917 e 925 gli ungheresi devastarono e saccheggiarono l'abbazia e le sue dipendenze. Nel 1045, non si sa per quale motivo, la chiesa fu distrutta dalle fiamme e venne fatta ricostruire da Leone IX, che inoltre emise una bolla pontificia, con la quale confermava all'abbazia i suoi beni, un certo numero di privilegi e il diritto alle monache di eleggere liberamente la loro badessa. Verso il 1153 l'imperatore Federico Barbarossa visitò le abbazie di Niedermunster e Hohenbourg, rovinate dal padre Federico II, duca di Svevia, detto il guercio, durante la lotta per le investiture, per sloggiarne gli Hihenbourg, suoi nemici. Barbarossa, a titolo di espiazione, incaricò una delle sue parenti, Relinda, badessa agostiniana di Ratisbona, di ricostruire i due monasteri. Con l'arrivo, verso il 1153, della badessa Relinda (+ 1176) a Hohenbourg furono realizzati imponenti lavori. Pare che datino da questo periodo la parte bassa dei muri della chiesa, la cappella della Croce, la cappella delle Lacrime e la cappella degli Angeli. Inoltre Relinda introdusse nella comunità monastica dell'abbazia la regola di sant'Agostino.
Alla morte di Relinda, Federico I Barbarossa nominò magister operis Herrad von Landsberg badessa di Hohenbourg ed Edelinda a Niedermunster, entrambe appartenenti alla nobile famiglia dei Landsberg.
Herrad divenne famosa come autrice dell'opera Hortus Deliciarum, un manoscritto miniato enciclopedico, illustrato con 344 miniature e redatto in latino, che riassumeva il sapere teologico e profano di quei tempi, allo scopo d'istruire le suore dell'abbazia.
Herrad chiamò nel 1178 i  premostratensi di Étival per amministrare l'abbazia, poi fondò, verso il 1186, l'abbazia di Truttenhausen. 
Verso il 1194 l'abbazia di Hohenbourg ricevette la visita di Riccardo cuor di leone, libero ora dalla sua prigionia.
Nel 1200 scoppiò in abbazia un violento incendio che si trasmise al bosco e che ridusse in cenere gran parte dell'abbazia. Durante i lavori di ricostruzione, verso il 1224, un incendio provocato accidentalmente si sviluppò sulla sommità della montagna. In quell'occasione Enrico VII, re dei Romani, concesse privilegi speciali agli abitanti del monte esentandoli da imposte e accise.
Secondo la tradizione l'abbazia fu visitata da santa Elisabetta d'Ungheria in quello stesso anno.
Durante l'abbaziato di Elisabetta di Lutzelburg (1230 – 1233), Egelolf di Mundingen cedette all'abbazia beni che si trovavano a Bolsenheim e a Uttenheim, per assicurare le prebende a un prete che celebrasse messe in suo suffragio ogni giorno all'altare della cappella della Croce. 
Nel 1243 l'abbazia subì un altro grave incendio.
Sotto l'abbaziato di Elisabetta II, iniziato nel 1249, Ludovico II del Palatinato, duca di Baviera e conte palatino del Reno, confermò all'abbazia di Hohenbourg tutti gli antichi privilegi e diritti, mentre papa Giovanni XXII incaricò il prevosto di Saint-Amarin, il decano della cattedrale di Basilea e il tesoriere di Lautenbach di dedicarsi alla contestazione che opponeva l'abbazia al Gran Capitolo della cattedrale di Strasburgo. 
Nel 1277 vi fu un altro incendio e appena terminati i lavori di ricostruzione, nel 1301, l'incendio scoppiato nel bosco si comunicò agli edifici abbaziali.
Il re Carlo IV, che sarà consacrato imperatore nel 1355, salì sul monte Hohenbourgh con un numeroso seguito tra cui Giovanni II di Lichtenberg, vescovo di Strasburgo.
Verso il 1365, durante la guerra dei cent'anni, mercenari al comando di Arnaud de Cervole "ripulirono" la regione: essi salirono fino sulla cima di Hohenbourg, saccheggiando e commettendo atrocità.
Nel 1375 Enguerrand de Coucy lanciò i suoi mercenari su Hohenbourg, che provocarono seri danni all'abbazia. 
Nel luglio del 1473 una forte canicola provocò l'incendio del bosco, che si trasmise all'abbazia, che andò quasi totalmente distrutta. Fu quindi necessario ricostruirla. È senza dubbio a quest'epoca che, almeno in parte, risalgono le attuali mura della chiesa con le sue finestre gotiche.
All'inizio del XVI secolo alcuni agitatori, approfittando della riforma protestante, sollevarono i contadini non solo contro i nobili ma soprattutto contro il clero, conventi e abbazie. Uno dei luoghi di raccolta dei rivoltosi si trovava non lontano da Heiligenstein, ai piedi del Mont Sainte-Odile. Il convento di Hohenbourg fu saccheggiato e incendiato, così come il priorato di San Gorgone e l'abbazia di Truttenhausen.
Alla vigilia dell'Annunciazione del 1546, fiamme partirono dal tetto e presto l'incendio divampò, si riuscirono solo a salvare dalle fiamme la croce di Niedermunster, il calice di Santa Ottilia e l'Hortus Deliciarum. Non vi furono vittime ma i danni furono ingenti: tratti interi di muratura, i muri della chiesa, la cappella della croce furono distrutti. Dalla distruzione rimasero indenni la tomba di Santa Ottilia, il sarcofago della badessa Eugenia e quello di Eticone. Dopo l'incendio le suore abbandonarono l'abbazia e molte di esse, tra le quali la badessa Agnese di Oberkirch, abbracciarono la fede protestante. I ricavi delle due abbazie, Hohenbourg e Niedermunster, entrarono a far parte di quelli della diocesi.
Nel 1572 la chiesa fu distrutta dal fulmine. Ebbe quindi inizio la guerra dei trent'anni che vide schierata da una parte la Lega cattolica, comandata da Ferdinando II d'Asburgo, e dall'altra l'Unione evangelica, le cui truppe erano al comando del conte Ernst von Mansfeld. Nel 1622 i soldati di quest'ultimo saccheggiarono e incendiarono tutto ciò che era stato costruito a quel tempo sul Monte Sante-Odile. Nel 1632 furono gli svedesi a occupare il monte e a distruggere tutto ciò che nel frattempo era stato ricostruito.
Fu solo con la pace di Vestfalia (1648), allorché l'Alsazia divenne francese, che i premonstratensi poterono ricostruire Hohenbourg tra il 1649 e il 1650.
Il 7 maggio 1681 l'abbazia fu nuovamente distrutta da un incendio e ne rimasero indenni solo le antiche cappelle della Croce e di Santa Ottilia. Una grande colletta pubblica, organizzata in Alsazia e nel Sundgau, estesa poi in Svevia, Baviera e Renania, fino a Colonia, raccolse denaro sufficiente a restaurare l'antica costruzione e a edificare una nuova chiesa, che venne consacrata il 20 ottobre 1696.
Nel 1791, con la rivoluzione francese, l'abbazia fu confiscata come bene nazionale e venduta. Verso il 1796 il canonico François Louis Rumpler riacquistò il tutto, che tenne fino alla sua morte. Dal 1806 al 1853 si succedettero numerosi proprietari.
Nel 1853 monsignor André Raess, vescovo di Strasburgo, acquistò il Mont Sainte-Odile e fece appello alle religiose della Congregazione delle Suore francescane della misericordia di Reinacker a Reutenbourg per amministrare l'abbazia.
Nel 1988 papa Giovanni Paolo II visitò l'abbazia. Nel 2006 importanti lavori di ristrutturazione permisero di ricevere meglio i numerosi fedeli che vi si recavano in pellegrinaggio, in particolare quelli disabili. Parallelamente, nel medesimo anno, la chiesa abbaziale fu elevata al rango di basilica minore.

## Badesse note dell'abbazia di Hohenbourg
- Santa Ottilia (deceduta il 13 dicembre 720)
- Eugenia (721-735), deceduta il 16 settembre 735
- Werentrude o Warnetrude (badessa deceduta nel 741)
- Adala o Attala - badessa citata nel 783 ove una pia donna di nome Odsindin offre à Hohenbourg delle vigne a Sigolsheim
- Ruthrude (badessa nel 831) dei tempi di Liutfrido V e ultimo duca d'Alsazia
- Ottilia II, figlia del conte de Verdun (badessa a partire dal 1010)- cugina di Brunone d'Eguisheim, vescovo di Toul.
- Eugenia di Stehelin (badessa a partire dal 1040-1045)
- Berta (citata verso il 1045-1051)
- Relinda (badessa a partire dal 1151, deceduta il 22 agosto 1176)
- Herrad von Landsberg (1176-1195) Fondò verso il 1180 l'abbazia di Truttenhausen (deceduta il 25 luglio 1195 a Hohenbourg)
- Luchard o Lugarda di Wertenbach (o di Luppffen)
- Adelaide di Vermingen, citata verso il 1195
- Edelinda di Landsberg (1199) Sotto il suo abbaziato un gigantesco incendio scoppia a Hohenbourg
- Attalia II (deceduta il 13 gennaio 1206)
- Mathilde de Niphen (deceduta un 15 luglio??)
- Cunegonda o Kunegundis (deceduta un 7 gennaio??)
- Luchardis di Werdenbach
- Werentrude o Olizensa di Lussemburgo? 1229
- Elisabetta I di Lutzelbourg (1230-1233), deceduta il 7 settembre 1233
- Elisabetta II (Badessa a partire dal 1249)
- Margherita di Senones (Badessa verso il 1250)
- Agnese I (Badessa dal 1255-1263)
- Gerlinda (badessa verso il 1263 - deceduta il 21 agosto 1273)
- Agnese II (Badessa verso il 1277 - Deceduta il 6 gennaio 1286)
- Elisabetta III (badessa a partire de 1286-1299)
- Caterina di Stauffenberg (badessa dal 1304 al 1312)
- Elisabetta IV di Baviera (badessa a partire dal 1325 fino al 1326)
- Matilde IV (1326-1329)
- Elisabetta V (1338-1341)
- Agnese III di Stauffenberg (badessa verso il 1350)
- Margherita II di Wyllerstein (badessa verso il 1362-1385)
- Agnese III di Stauffenberg (1286-1390)
- Caterina II di Stauffenberg (+ il 15 agosto 1409)
- Margherita III di Willrich (deceduta nel 1442)
- Clara di Lutzelbourg (deceduta il 13 luglio 1453)
- Susanna di Hohenstein (eletta nel 1462)
- Margherita IV di Kanell (talvolta chiamata Kandelin)
- Susanna di Hohenstein (dimessa nel 1470)
- Caterina III (1509)
- Veronica di Andlau (deceduta il 15 aprile 1524)
- Ursula di Rathsamhausen, eletta nel 1524 (deceduta nel 1534)
- Agnese IV di Zuckmantel (eletta nel 1534) deceduta il 29 gennaio 1542
- Agnese V d'Oberkirch (eletta il 10 marzo 1542)